# Guillaume de Plaisians
Guillaume de Plaisians   (segle XIII - 1313 (Gregorià)) Originari del poble de Plaisians a les Baronnies (Dauphine), va ser un dels legistes (membre del Consell del Rei, prefiguració del ministre), Felip IV el Bell, rei de França, al tombant dels segles xiii i xiv.
Se li atribueix la famosa fórmula: "El rei de França és emperador al seu regne". En efecte, per reforçar la posició del rei de França contra l'emperador del Sacre Imperi Romanogermànic, els juristes francesos volien fer servir els textos romans, però es refereixen al poder de l'emperador. Amb aquesta fórmula, va suavitzar les dificultats i va confirmar la independència del rei respecte a l'emperador, però també pel que fa al papa que, segons la doctrina de les dues espases, són els titulars, per primer, del poder. temporal i, per la segona, el poder espiritual, aquest darrer és superior a aquest. D'altra banda, la fórmula prefigura també les tendències absolutistes de determinats monarques, sempre que en l'absolutisme vegin diverses formes (des de l'absolutisme clàssic fins a l'absolutisme il·luminat i l'absolutisme individualista).
Sovint apareix relacionat amb els actes de Guillaume de Nogaret, el principal dels assessors, en molts casos.
També apareix en la llarga lluita del rei contra els templers, en diversos actes al costat de Guillaume de Nogaret, Pierre Flote, Gilles Aycelin (bisbe de Narbona), Philippe de Villepreux i, posteriorment, Enguerrand de Marigny que va ser l'assessor de darrers anys del regnat. Guillem de plaisians morirà abans del judici final dels Templers de març de 1314. La posició de William Plaisians (els plaisians, aleshores terra de l'Imperi), tot i que excepcional, no fou inèdita. Jean de Joinville, un dels molt propers al rei Lluís IX, i cronista de la vida del rei, fou també un nacionalistea regent del Sacre Imperi Romanogermànic.